# 아르노르
아르노르(Arnor)는 J. R. R. 톨킨의 세계에 등장하는 가상의 왕국이다. 아르노르는 북왕국이라고도 불리는데, 신다린으로 '왕의'(kingly)라는 뜻의 접두사 ar에 '땅'을 뜻하는 nor, 즉 '왕의 땅'이라는 의미를 지녔다. 제2시대 3320년 두나단인 엘렌딜에 의해 가운데땅의 북쪽인 에리아도르에 세워졌다. 아르노르의 영토는 부르이넨에서 룬만까지 에리아도르 전 지역을 포괄하며, 샤이어 또한 아르노르의 일부분이다. 
이후 엘렌딜과 그의 아들들이 모두 죽자 아르노르는 이실두르의 후계자들에게 계승된다.
모르도르와 접하고 있어서 적의 직접적인 위협에 노출된 곤도르에 비하여 잠정적인 위협세력이 없었지만, 아르노르는 왕가가 나뉘어 세개의 국가-아르세다인, 루다우르, 카르돌란-으로 분열되고 만다
후에 아르세다인을 제외한 루다우르와 카르돌란에서는 두네다인의 수가 줄어들었고, 게다가 에리아도르의 북쪽에 앙그마르가 세워짐에 따라 앙그마르와 접해있던 루다우르는 마술사왕의 밀사들과 그쪽에서 건너온 사악한 고지인들에 의하여 지배되어 완전히 이반하게 된다. 이후 마술사왕의 공격에 카르돌란은 완전히 유린되어 파괴되지만, 아르세다인은 가까스로 앙그마르를 패퇴시키고 앙그마르가 지배하고 있던 루다우르를 멸망시킨다. 그 후 역병이 불어 붕괴된 카르돌란은 멸망하고, 게다가 왕이 익사함에 따라 아르세다인도 사실상 멸망하게 된다.
이후 살아남은 왕족들은 순찰자를 자처하며 에리아도르에 숨어들게 되고, 이 왕통은 아라고른로 이어지게 된다.